# 波の伊八
波の伊八（なみのいはち）は、江戸時代後期、主に房総各地で約50の寺社に作品を納めた宮彫師。本名は武志伊八郎信由で、躍動感ある波を表した欄間が見事であったため、このような異名で呼ばれる。寛延4年／宝暦元年（1751年）または宝暦2年（1752年）に安房国長狭郡下打墨村（現・千葉県鴨川市打墨）で生まれ、没年は文政7年（1824年）と伝わる。

## 人物
江戸時代中期には、建築様式として欄間を飾る彫刻が流行していた。多くの関西の彫刻師から、「関東に行ったら波を彫るな」と言わしめた人物がいた。初代伊八こと、武志伊八郎信由である。
伊八は、下打墨村で名主を代々務めた武志家の5代目として生まれたといわれている。10歳の時から彫刻を始め、躍動感と立体感溢れる横波を初めて彫って以来、作風を確立し、同世代に活躍した葛飾北斎『富嶽三十六景』の代表作の一つ「神奈川沖浪裏」などの画風に強く影響を与えたといわれ、文政7年に没するまで意欲的に作品を造り続けた。「波裏」へ影響を与えた可能性があるとの説を唱えたのは、「波に宝珠」と呼ばれる伊八の欄間がある行元寺（千葉県いすみ市）元住職で、旧千葉県立安房博物館の館長だった市原淳由である。
その作風は、五代目伊八（高石伊八朗信月：明治23年-昭和29年）まで200年に亘って続き、房総南部を中心に神社や寺院の欄間彫刻などに秀れた作品を残した。

## 武石家
武石家の家系図を記したという雁皮紙は関東大震災で焼失したという。
1578年の国府台合戦で、現在の千葉県市川市にあった城が落城した際、白猿に導かれた兄弟が南無谷に落ち延びたという。兄は鹿野山へ、弟は下打墨村塚廻に住み、武石家を名乗ったと言われている。千葉常胤の三男で、里見氏家臣である武石胤盛の流れを汲む可能性が指摘されている。
武石家は代々下打墨村塚廻に住んでいた。武石家が檀家の鴨川市貝渚にある永泉寺の過去帳によると、1680年に亡くなった庄左衛門が最古である。庄左衛門から6代目が伊八である。武石家の屋号は萬右衛門だったため、伊八の龍は「萬内の龍」、伊八は「彫物師萬内」と呼ばれていた。

## 作風
波のモチーフが得意で、様々な題材と組み合わせている。特に「波と龍」が知らている。「関東に行ったら波を彫るな」という発言が伊八の腕前を表現するのに用いられるが、これは4代目伊八の次男である高石明氏が関西の職人仲間から聞いた話である。その波の作風が完成したのが行元寺の「波に宝珠」と言われている。
また、北斎「神奈川沖浪裏」は行元寺の「波に宝珠」など伊八作品に影響を受けて完成したとする説がある。直接的な証拠はないが、傍証や裏付けようとする研究がいくつか存在する。行元寺や飯縄寺（いすみ市）に作品が残る絵師堤等琳 (3代目)と北斎に親交があり、北斎が房総を訪れて伊八の欄間を実見した可能性があると指摘されるほか、参考文献に挙げた片岡栄もその一人である。

## 2代〜5代

### 2代 武志伊八郎信常(常香)
1787年（天明7年）〜1852年（嘉永5年）

初代が自分の作風を確立するのに長い時間を要したのとは対照的に、初代の作風を忠実に受け継いた作品を作り続けた。藻原寺など。

### 3代 武志伊八郎信美(信秘)
1816年（文化13年）〜1889年（明治22年）

向拝において、虹梁と中備の龍を一体化した独特な意匠で知られる。打墨村の戸長として治水事業などを行う側面もあった。誕生寺境内の太田稲荷堂など。

### 4代 武志伊八郎信明(仙蔵)
1862年（文久2年）〜1908年（明治41年）

3代の嫡男が22歳で他界したため、千葉県香取郡常盤村（現：多古町）の山瀬家から養子を迎え相続させた。代表作である柴又帝釈天の界隈では信明のことを「仙蔵さん」と呼んで慕っていたことが伝えられている。

### 5代 武志伊八郎信月
1890年（明治23年）〜1954年（昭和29年）

4代とともに柴又帝釈天を手掛けた。技術を十分に継承できないまま信明が亡くなったためか、サイズの大きい作品が少ない。1932年（昭和7年）に東京府に転籍し、判子業を営んだ。これ以来、房総半島での作品は存在しない。小湊神社など。

## 弟子

### 磯八
一番弟子。西福寺（鴨川市）の銘から、伊八は26歳の時には既に師事していたことがわかる。1761年生まれで伊八とは9歳違い、鴨川市横尾出身。「信」の字を受け継ぎ「信市」「信房」を名乗る。西福寺（鴨川市竹平）や大福寺（千葉県富津市）など。

### 久八
年齢不詳、名古屋出身。二番弟子だが技量は弟子の中で最も高いと評価されている。妙覚寺（千葉県勝浦市興津）や真福寺（勝浦市市野郷）など。

### 武志利助・武志瀧蔵
武志姓を名乗る弟子たち。それぞれ大幡龍江寺（鴨川市）の須弥壇、江見諏訪神社（同）の屋台にのみその名が刻まれている。

## 代表作
- 飯縄寺本堂欄間二面「波に飛龍」「天狗と牛若丸」
- 行元寺欄間彫刻「波に宝珠」
- 称念寺 (千葉県長南町)本堂外陣欄間「龍三態」

## 波の伊八を題材とした作品

### 講談
講談師神田あおい：新作講談『波の伊八』

### 歌謡曲
演歌歌手美月優『波の伊八』（2017年8月2日発売）

### 小説
七海敦子 著『波の伊八―北斎に影響を与えた房州の彫工』千葉日報者出版局(2004年7月1日発売)
林太郎 著『小説 波の伊八』東銀座出版社(2009年11月18日発売)